# 중앙로 (춘천시)
중앙로(Jungang-ro)는 강원특별자치도 춘천시 소양동 도청앞광장 교치로에서 춘천시 강남동 공지사거리을 잇는 도로이다.

## 주요 경유지
강원특별자치도
- 춘천시 (소양동 . 약사명동 . 근화동)

## 노선
| 이름              | 접속 노선            | 소재지 | 소재지   | 비고 |
| ----------------- | -------------------- | ------ | -------- | ---- |
| 도청앞광장 교차로 | 봉의산길 모수물길    | 춘천시 | 소양동   |      |
| 중앙로터리        | 금강로               | 춘천시 | 소양동   |      |
| 세무서삼거리      | 가연갈 중앙로107번길 | 춘천시 | 약사명동 |      |
| 근화사거리        | 공지로               | 춘천시 | 근화동   |      |
| 공지사거리        | 영서로               | 춘천시 | 근화동   |      |
| 옛경춘로와 직결   |                      |        |          |      |

## 주요 건물 및 시설
- 강원특별자치도청 (중앙로 1/봉의동 15)
- BBS 불교방송 춘천불교방송 (중앙로 10/요선동 4-1)
- 대한적십자사 강원도지사 (중앙로 17/중앙로1가 45)
- CU 춘천강원일보점 (중앙로 23/중앙로1가 53)
- 한국은행 강원본부 (중앙로 31/중앙로1가 60-1)
- 농협 춘천시지부(중앙로 37/중앙로1가 73)
- SC제일은행 춘천지점 (중앙로 45/중앙로1가 80)
- 스타벅스 춘천명동점 (중앙로 55/중앙로2가 5-1)
- 신협 춘천신협 본점 (중앙로 57/중앙로2가 11)
- KB국민은행 춘천지점 (중앙로 65/중앙로2가 27-1)
- 농협 강원영업부 (중앙로 105/중앙로3가 61)
- 이디야커피 춘천낙원점 (중앙로 110/낙원동 118-6)
- 춘천세무서 (중앙로 115/중앙로3가 73)
- CU 춘천중앙로점 (중앙로 125/중앙로3가 66-14)
- 춘천시보건소 (중앙로 135/중앙로3가 67)
- SK에너지 중앙주유소 (중앙로 146/소양로4가 115-11)